# Paola de Martini
Paola de Martini (née le 9 novembre 1964 à Milan) est une pilote de rallye italienne.

## Biographie
Sa carrière de pilote débute à l'âge de 20 ans avec des compétitions réservées aux Autobianchi A112 Abarth, où elle remporte le titre féminin ; l'année suivante, elle passe à la conduite d'une Ford Escort XR3 avec laquelle elle a un grave accident qui l'éloigne momentanément des courses. Pendant cette absence forcée, elle a conclu un accord avec Audi pour les couleurs duquel elle a couru au cours des six années suivantes à bord de divers modèles dont l'Audi 80, l'Audi Coupé, et l'Audi 90.
Sa participation au championnat d'Italie des rallyes remonte à ces années, dont elle remporte l'édition féminine en 1987, suivie de celle du championnat d'Europe des rallyes, dans laquelle elle obtient une victoire au rallye de Saint-Marin et la sixième place au général en 1988. Cela a été suivi par les débuts dans le championnat du monde des rallyes où le premier bon résultat a été en 1988, avec une neuvième place au rallye de Sanremo. Elle a également participé au championnat du monde les deux années suivantes, toujours au volant d'une Audi, à l'exception du Rallye d'Argentine 1990, couru sur une Lancia Delta.
En 1991, elle passe au volant d'une Lancia pour l'équipe Lancia Totip, aux côtés de Dario Cerrato dans les courses du championnat national à bord de la Lancia Delta Integrale. L'année 1992 la voit à nouveau conduire une Audi, la S2. De 1993 à 2002 sa carrière est interrompue, pour reprendre à nouveau au rallye de l'île d'Elbe et au rallye de Saint-Marin au volant d'une Subaru.
Après une autre longue pause, elle revient à la course en participant aux deux premières éditions de la Ronde dell'Elba, avec une Mitsubishi Lancer Evo 9 en 2007 et avec une Toyota Corolla WRC en 2008. Dans cette dernière édition, elle fait une rentrée quand, se retrouvant loin derrière en raison de très sérieux problèmes d'éclairage après les essais de nuit, elle réussit à atteindre la dixième place au général.